# SpaceX CRS-3

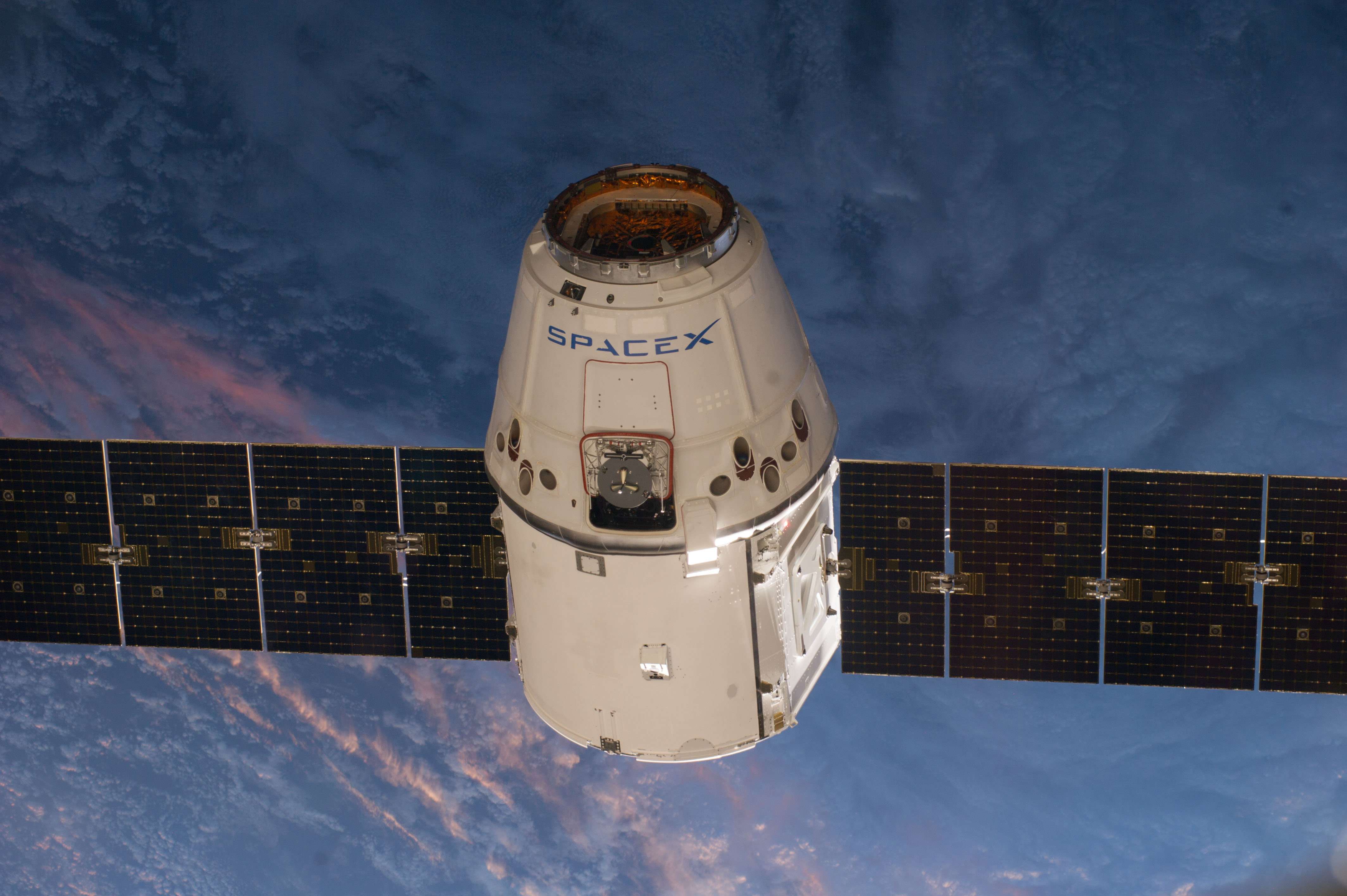
Dragon se přibližuje k ISS, 20. dubna 2014

SpaceX CRS-3 (alternativně SpX-3, nebo jednoduše CRS-3) byl třetí zásobovací let kosmické lodi Dragon společnosti SpaceX k Mezinárodní vesmírné stanici (ISS) podstoupený v rámci kontraktu Commercial Resupply Services uzavřeného s NASA. Celkově šlo o čtvrtý let Dragonu do vesmíru (pokud počítáme i demo lety C1 a C2+). Poprvé byla při vynášení Dragonu použita verze Falcon 9 v1.1. Při tomto letu se také Falcon 9 v1.1 poprvé pokusil o přistání na mořskou hladinu.

## Náklad

### Primární náklad
| Celkový náklad                 | 2089 kg |
| ------------------------------ | ------- |
| Celkový hermetizovaný náklad   | 1518 kg |
| Celkový nehermetizovaný náklad | 571 kg  |

Některé zajímavé položky z nákladu:
- HDEV - čtyři běžně prodávané kamery pro natáčení Země z několika různých pozic. Experiment NASA pomůže určit, jak kamery pracují v drsném prostředí.[1]
- OPALS - testování širokopásmové laserové komunikace se Zemí.[2]
- TCAS - studium ovlivňování lidského imunitního systému v prostředí mikrogravitace.[1]
- VEGGIE - růstová komora s LED osvětlením pro pěstování salátu.[3]
- Pár nohou pro prototyp robota Robonaut 2, který byl na stanici dovezen misí STS-133 v roce 2011.

### Sekundární náklad
Kromě primárního nákladu vynášel Dragon i pět cubesatů.
- ALL-STAR/THEIA (3U cubesat)
- KickSat
- PhoneSat-2.5 (1U cubesat)
- SporeSat (3U cubesat)
- TestSat-Lite (2U cubesat)

### Náklad při návratu
Celkový náklad při návratu byl 1600 kg.